# Futuro antico V
Futuro Antico V - Musica della Serenissima è un album di Angelo Branduardi.

## Il disco
Quinto capitolo del progetto che vede l'artista ripercorrere le tappe della musica antica e, nello specifico, quella Veneziana del '500-'600 a favore dell'ascoltatore odierno.
Il progetto viene presentato al pubblico con un concerto presso il Casinò di Venezia il 29 gennaio 2009, con la partecipazione dell'Ensemble Scintille di Musica.
Come per gli album precedenti anche in questo sono presenti quattro momenti ben definiti che raggruppano melodie e temi simili.

### Destino e fortuna
1. Ballo de' Paggi (strumentale): C. Pallavicino
2. Che faralla che diralla: M. Pesenti
3. Voi che passate qui: F. Varoter
4. Ostinato vo' seguire: B. Tromboncino
5. Sprezzami fuggimi: B. Ferrari
6. La Cara cossa; La Gamba a 4 (strumentale): Anonimo

### Gioco
1. Balletto de' Cavalieri (strumentale): P. A. Ziani
2. Sette passi: Anonimo
3. Pavana alla Veneziana - Piva (strumentale): J. Dalza
4. Chi la gagliarda (strumentale): B. Donato
5. Franceschineta beula: V. Bellaver

### Spirito
1. Toccata arpeggiata (strumentale): G. Kapsberger
2. Chi vi darà più luce: F. Varoter
3. Laudate Dominum (strumentale):C. Monteverdi:

### Amore
1. Sprezzami bionda:A. Grandi
2. Damigella tutta bella: C. Monteverdi
3. Nasce l'aspro mio tormento (strumentale): F. Varoter
4. Ancor che col partire: C. de Rore
5. Damigella tutta bella: V. Calestani
6. Ballo de' Paggi (strumentale): C. Pallavicino

## Formazione
- Angelo Branduardi, voce, violino
- Francesca Torelli, direzione, liuto, tiorba, chitarra barocca, voce
- Rossella Croce, violino
- Andrea Inghisciano, cornetto
- Luigi Lupo, flauto dolce e traversa
- Stefano Vezzani, bombarda, flauto dolce
- Marco Ferrari, bombarda, flauto dolce
- Mauro Morini, trombone
- Rosita Ippolito, viola da gamba
- Luisa Baldassari, cembalo
- Paolo Simonazzi, ghironda
- Gabriele Miracle, salterio, percussioni